# 立川キウイ
立川 キウイ（たてかわ キウイ、1967年1月11日 - ） は落語家。本名∶塚田 洋一郎。東京都板橋区出身。落語立川流所属、立川談志直門。

## 経歴

### 入門まで
板橋区立中台中学校、東京都立高島高等学校卒業。漫才ブーム到来で「芸人こそ現代の無頼」と考え、ブームの立役者であるビートたけしが立川錦之介として所属する落語立川流と、その家元である七代目立川談志の存在を知る。談志に弟子入りを志願するも「100万円貯金してからこい」と追い返され、4年かけて100万円貯めて再訪し入門。
1990年12月、七代目立川談志に入門し、立川キウイを名乗る。キウイ自身は由来について「入門当時、よしもとばななや、トマト銀行などが流行っていたからでは」など諸説を挙げている。談志はキウイフルーツを「毛の生えた気持ち悪いもの」としている。談志からは「談の文字が欲しければ、‘談キウイ’と名乗ってもよい」と言われたこともある。

### 前座時代
前座生活は足掛け16年にも及ぶ。同一門下における前座修行期間としては戦後最長記録とされる。弟弟子の真打昇進パーティに前座の身分で裏方に回るという経験もあった。前座時代に3回破門を受けた。
- 1999年ごろ、談志が石原慎太郎都知事の会合に前座を連れて行こうとしたところ、連絡ミスで集まらず激怒、 破門（1週間で復帰）[7]。
- 2000年に上納金の未納が発覚。月1万円を1年半も納めておらず、即座に破門。 未納分18万円の3倍の約50万円を納入後1カ月半で復帰[7]。
- 2002年5月、談志より「二つ目への昇進意欲が感じられない」として他の前座（談修、志加吾、談号、談大、談吉）とまとめて破門される[7]。2003年5月、談志により一門復帰試験と二つ目昇進試験が行なわれるが不合格（談修のみ復帰と二つ目昇進が認められる。これを機に志加吾と談号は立川流から脱退し、名古屋の雷門小福門下に移籍し、雷門獅篭と雷門幸福に改名）。
- 2004年1月、一門の新年会席上で再度復帰試験が行なわれるが、師匠について稽古した踊りは真打の弟弟子から「ラジオ体操」と評されるレベルであり、窮した談志は判断を真打達に委ねる。当初は厳しい意見が相次いだが、二ツ目ではなくあくまでも前座としての復帰を認めるかどうかであるとの条件提示が談志からあり、談志の意を汲んだ立川志の輔の支援で復帰を許された[7][13]。

前座という立場ではあったが、真打がトリや独演会で掛ける「紺屋高尾」などの大根多を勉強会の高座にかける（一般には前座が真打のネタを高座に掛けるのは禁じられている）。破門期間中は一度も勉強会などを開かなかった。本人は、勉強会の日と復帰試験の日が重なってはいけないからとの配慮からであったと述べている。

### 二ツ目昇進
2007年4月10日に実施された二ツ目昇進試験で談志より「昇格内定」を言い渡され、7月に立川談大、泉水亭錦魚、立川平林、立川吉幸、立川談奈、立川らく里、立川志らべ、立川らく次と共に二ツ目に昇進。

### 真打昇進
真打昇進が決まった時期は2011年7月1日である。その決定は2010年3月17日頃なされた。
談志はキウイに対して「まともな芸は期待していない。落語をぶっ壊してやってみろ。求めるのはうまいやつじゃなく面白いやつ」と言葉を贈った。二ツ目から真打まで約4年と、極めてスピード出世となる。ただし、真打昇進記念パーティーは「ビン・ラーディンの喪に服している」ため欠席、また、真打昇進披露に立川談志が出演すると広告していたが、いずれも体調不良のため出席しなかった。

## 芸歴
- 1990年12月∶七代目立川談志に入門[16]、「キウイ」を名乗る。
- 2007年7月∶二ツ目昇進。
- 2011年∶真打昇進。

## 人物
自著によれば、実家暮らし。母親と喧嘩して家出するが、公園で一泊して帰宅したこともあった。主な収入源は、立川流の若手が代々引き継いでいる、師匠・談志が懇意にしている銀座にあるバー「美弥」でのバーテンダーのアルバイトであった。バーは2016年末に閉店。
雷門獅篭が談志門下所属中に立川志加吾の名前でモーニングで連載していた漫画『風とマンダラ』で、個性的な兄弟子として描かれた。また、快楽亭ブラック (2代目)の新作「イメクラ五人廻し」にも実名で登場している。
立川志の輔原作の映画「歓喜の歌」（2008年2月2日公開）に出演しており、ロールにも名を連ねている。
サザンオールスターズのファンであることを公言しており、CDはほぼ全てコンプリートしている。
「愛国落語」「憲法改正落語」などの持ちネタで知られる桂福若の落語会の内容に有田芳生が上方落語協会に対して抗議し圧力をかけた問題については、有田を糾弾し、福若をフォローする立場をとっている。また、有田が2013年8月7日付の『朝日新聞』に掲載されたサザンオールスターズのシングル「ピースとハイライト」の広告に、独自の解釈を交えてヘイトスピーチの話題に言及する文章を寄稿したことに対しても、サザンファンとしての立場から「もしかしたら有田芳生さんって実はSASファンじゃなく、ただその時に利用したのかもしれませんね」といった指摘をTwitterで行った。

## 著書
- 『万年前座 - 僕と師匠・談志の16年』 新潮社 2009年11月27日 ISBN 978-4103199113
- 『談志のはなし』 新潮新書 2021年10月 ISBN 978-4106109263

## DVD
- 『落語対決DVD 快楽亭ブラックVS立川キウイ 「~断罪!立川キウイ 腐った果物~」』Cat Panic Entertainment 2014年1月25日

## 出演
- アナザーストーリーズ 運命の分岐点「落語を救った男たち　天才現る！古今亭志ん朝の衝撃」（NHKBSプレミアム、2017年6月13日)[24]